# Determinante di Fredholm
In matematica, il determinante di Fredholm è una funzione a valori complessi che generalizza la nozione di determinante di una matrice. Definito per operatori limitati su uno spazio di Hilbert, deve il nome a Erik Ivar Fredholm.

## Definizione
Sia {\displaystyle H} uno spazio di Hilbert e {\displaystyle G} l'insieme degli operatori limitati invertibili definiti su {\displaystyle H} che hanno la forma {\displaystyle I+T}, dove {\displaystyle I} è l'identità e {\displaystyle T} un operatore di classe traccia (dunque un operatore compatto). L'insieme {\displaystyle G} è un gruppo in quanto:
{\displaystyle (I+T)^{-1}-I=-T(I+T)^{-1}}
e si può definire in modo naturale una metrica data da:
{\displaystyle d(X,Y)=\|X-Y\|_{1}}
dove {\displaystyle \|A\|_{1}={\rm {Tr}}|A|}. Se {\displaystyle H} ha come prodotto interno {\displaystyle (\cdot ,\cdot )}, allora la potenza esterna k-esima {\displaystyle \Lambda ^{k}H} è a sua volta uno spazio di Hilbert con prodotto interno:
{\displaystyle (v_{1}\wedge v_{2}\wedge \cdots \wedge v_{k},w_{1}\wedge w_{2}\wedge \cdots \wedge w_{k})={\rm {det}}\,(v_{i},w_{j})}
In particolare:
{\displaystyle e_{i_{1}}\wedge e_{i_{2}}\wedge \cdots \wedge e_{i_{k}}\qquad (i_{1}<i_{2}<\cdots <i_{k})}
fornisce una base ortonormale di {\displaystyle \Lambda ^{k}H} se {\displaystyle (e_{i})} è una base ortonormale di {\displaystyle H}. 
Se {\displaystyle A} è un operatore limitato su {\displaystyle H}, allora {\displaystyle A} definisce funzionalmente un operatore limitato {\displaystyle \Lambda ^{k}(A)} su {\displaystyle \Lambda ^{k}H}:
{\displaystyle \Lambda ^{k}(A)v_{1}\wedge v_{2}\wedge \cdots \wedge v_{k}=Av_{1}\wedge Av_{2}\wedge \cdots \wedge Av_{k}}
Se {\displaystyle A} è di classe traccia, allora lo è anche {\displaystyle \Lambda ^{k}(A)} con:
{\displaystyle \|\Lambda ^{k}(A)\|_{1}\leq \|A\|_{1}^{k}/k!}
In questo modo ha senso la definizione di determinante di Fredholm:
{\displaystyle {\rm {det}}\,(I+A)=\sum _{k=0}^{\infty }{\rm {Tr}}\Lambda ^{k}(A)}

## Proprietà
- Se {\displaystyle A} è di classe traccia:

{\displaystyle {\rm {det}}\,(I+zA)=\sum _{k=0}^{\infty }z^{k}{\rm {Tr}}\Lambda ^{k}(A)}
definisce una funzione intera tale che:
{\displaystyle |{\rm {det}}\,(I+zA)|\leq \exp(|z|\cdot \|A\|_{1})}
- La funzione {\displaystyle \det(I+A)} è continua sullo spazio degli operatori di classe traccia, con:

{\displaystyle |{\rm {det}}(I+A)-{\rm {det}}(I+B)|\leq \|A-B\|_{1}\exp(\|A\|_{1}+\|B\|_{1}+1)}
Tale disuguaglianza può essere migliorata scrivendola nella forma:
{\displaystyle |{\rm {det}}(I+A)-{\rm {det}}(I+B)|\leq \|A-B\|_{1}\exp(\max(\|A\|_{1},\|B\|_{1})+1)}
- Se {\displaystyle A} e {\displaystyle B} sono di classe traccia:

{\displaystyle {\rm {det}}(I+A)\cdot {\rm {det}}(I+B)={\rm {det}}(I+A)(I+B)}
- La funzione determinante definisce un omomorfismo tra {\displaystyle G} e il gruppo moltiplicativo {\displaystyle \mathbb {C} ^{*}} dei numeri complessi non nulli.

- Se {\displaystyle T\in G} e {\displaystyle X} è invertibile:

{\displaystyle {\rm {det}}\,XTX^{-1}={\rm {det}}\,T}
- Se {\displaystyle A} è di classe traccia:

{\displaystyle {\rm {det}}\,e^{A}=\exp \,{\rm {Tr}}(A)}
{\displaystyle \log {\rm {det}}\,(I+zA)={\rm {Tr}}(\log {(I+zA)})=\sum _{k=1}^{\infty }(-1)^{k+1}{\frac {{\rm {Tr}}A^{k}}{k}}z^{k}}

## Commutatori
Una funzione {\displaystyle F(t):(a,b)\to G} è differenziabile se {\displaystyle F(t)-I} è differenziabile come funzione che mappa nello spazio vettoriale degli operatori di classe traccia, ovvero se esiste il limite:
{\displaystyle {\dot {F}}(t)=\lim _{h\rightarrow 0}{F(t+h)-F(t) \over h}}
nella norma {\displaystyle \|\cdot \|_{1}}. Se {\displaystyle g(t)} è una funzione differenziabile che mappa nello spazio degli operatori di classe traccia, allora lo è anche {\displaystyle \exp(g(t))} e si ha:
{\displaystyle F^{-1}{\dot {F}}={{\rm {id}}-\exp -{\rm {ad}}g(t) \over {\rm {ad}}g(t)}\cdot {\dot {g}}(t)}
dove:
{\displaystyle {\rm {ad}}(X)\cdot Y=XY-YX}
Israel Gohberg e Mark Krein provarono che se {\displaystyle F} è differenziabile a valori in {\displaystyle G} allora {\displaystyle f=\det(F)} è una funzione differenziabile a valori in {\displaystyle \mathbb {C} ^{*}} con:
{\displaystyle f^{-1}{\dot {f}}={\rm {Tr}}F^{-1}{\dot {F}}}
Questo risultato fu utilizzato da Joel Pincus, William Helton e Roger Howe per mostrare che se {\displaystyle A} e {\displaystyle B} sono operatori limitati con commutatore {\displaystyle AB-BA} di classe traccia allora:
{\displaystyle {\rm {det}}\,e^{A}e^{B}e^{-A}e^{-B}=\exp {\rm {Tr}}(AB-BA)}